# Терез
Терез — река в Кондинском районе Ханты-Мансийского автономного округа России. Впадает в озеро Леушинский Туман. Длина реки составляет 18 км.

## Данные водного реестра
По данным государственного водного реестра России относится к Иртышскому бассейновому округу, водохозяйственный участок реки — Конда, речной подбассейн реки — Конда. Речной бассейн реки — Иртыш.